# Віллі Вецеліус
Віллі Вецеліус (Willy Wetzelius) — псевдонім Антона Райнке, фіктивного автора повісті «Пригоди Мак-Лейстона, Гаррі Руперта та інших» Майка Йогансена.
Фаховий філолог М.Йогансен втілив у своїй передмові до повісті одразу кілька прийомів створення містифікації: пропонований твір є перекладом з німецької повісті Антона Райнке, письменника родом з України (о. Хортиця, Запоріжжя), що писав під псевдонімом Віллі Вецеліус. Через загибель автора видавцеві довелося дописувати останній розділ та редагувати текст. При цьому видавець сховався за криптонімом «М. К.» — Михайло Крамар (видозмінене дошлюбне прізвище матері письменника), а роль перекладача він відвів невідомому, схованому за криптонімом «А. Г. Г.».
«Така заплутана й химерна передісторія, як і годиться у подібних випадках, на українському ґрунті несла в собі ще й додаткове навантаження, адже читачам пропонувався перший вітчизняний пригодницький роман» (Р.Мельників).
Окремі уривки з твору були оприлюднено в періодиці раніше за підписом М.Йогансена. Образ Вецеліуса додав неймовірному тексту достовірності, адже біографія Антона Райнке свідчила про те, що в основу сюжету могли лягти якісь факти з реального життя. Як зазначає О.Білецький, «у літературній містифікації між автором та читачем стає хтось третій — вигадана, але водночас естетично-наявна величина». Образ Вецеліуса — той випадок, коли фіктивний автор утворює із текстом одне ціле. На Віллі Вецеліуса списав М.Йогансен «вільний» стиль книги. Попри подібність біографії Антона Райнке на М.Йогансенову, — адже за походженням вони обоє натуралізовані іноземці, фіктивний автор дозволив реальному спробувати інше амплуа, побути не собою.